# Engen
Engen é uma cidade da Alemanha, no distrito de Constança, na região administrativa de Friburgo, estado de Baden-Württemberg.